# Квасина, Филип
Филип Квасина (хорв. Filip Kvasina, род. 29 октября 1998) — хорватский шоссейный велогонщик.

## Карьера
В 2019 году принял участие на Европейских играх, где выступил в групповой гонке.
В 2021 году стал призёром чемпионата Хорватии в групповой гонке.

## Семья
Имеет двух братьев — Даниэль и Матия, которые тоже велогонщики.

## Достижения
2015
3-й на Чемпионат Хорватии — индивидуальная гонка U19
2016
 Чемпион Хорватии — индивидуальная гонка U19
2-й на Чемпионат Хорватии — групповая гонка U19
2017
2-й на Чемпионат Хорватии — групповая гонка U23
3-й на Чемпионат Хорватии — индивидуальная гонка U23
2018
4-й этап на Гонка Карпатских Курьеров
2019
2-й на Чемпионат Хорватии — индивидуальная гонка U23
2020
2-й на Чемпионат Хорватии — индивидуальная гонка U23
2-й на Чемпионат Хорватии — групповая гонка U23
2021
3-й на Чемпионат Хорватии — групповая гонка

## Рейтинги
| Год                 | 2017   | 2018   | 2019   | 2020  | 2021   | 2022   |
| ------------------- | ------ | ------ | ------ | ----- | ------ | ------ |
| Мировой рейтинг UCI | 2105-й | 2312-й | 1929-й | 550-й | 1440-й | 2511-й |
| Европейский тур UCI | 1364-й | 1549-й | 1266-й | 448-й | 1025-й | 1535-й |
|                     |        |        |        |       |        |        |
| Источник: UCI       |        |        |        |       |        |        |